# اوینیونت د پوجونتس
اوینیونت د پوجونتس (به اسپانیایی: Aviñonet de Puig Ventós) یک منطقهٔ مسکونی در اسپانیا است که در آلت امپوردا واقع شده‌است. اوینیونت د پوجونتس ۱۲٫۳ کیلومتر مربع مساحت و ۱٬۵۸۱ نفر جمعیت دارد.